# Kamenica, Koceljeva
Kamenica (izvirno srbsko Каменица), poznana tudi kot Šabačka Kamenica (Шабачка Каменица) je naselje v Srbiji, ki upravno spada pod Občino Koceljeva; slednja pa je del Mačvanskega upravnega okraja.

## Demografija
V naselju živi 600 polnoletnih prebivalcev, pri čemer je njihova povprečna starost 47,0 let (44,5 pri moških in 49,6 pri ženskah). Naselje ima 261 gospodinjstev, pri čemer je povprečno število članov na gospodinjstvo 2,67.
To naselje je, glede na rezultate popisa iz leta 2002, večinoma srbsko.
|  |

| Demografija | Demografija     | Demografija     |
| Leto        | Št. prebivalcev | Št. prebivalcev |
| ----------- | --------------- | --------------- |
|             |                 |                 |
|             |                 |                 |
|             |                 |                 |
|             |                 |                 |
| 1948        | 1344            |                 |
| 1953        | 1360            |                 |
| 1961        | 1298            |                 |
| 1971        | 1239            |                 |
| 1981        | 1102            |                 |
| 1991        | 888             | 884             |
| 2002        | 715             | 696             |
|             |                 |                 |

| Etnična sestava po popisu iz leta 2002 | Etnična sestava po popisu iz leta 2002 | Etnična sestava po popisu iz leta 2002 | Etnična sestava po popisu iz leta 2002 | Etnična sestava po popisu iz leta 2002 |
| -------------------------------------- | -------------------------------------- | -------------------------------------- | -------------------------------------- | -------------------------------------- |
| Srbi                                   | Srbi                                   |                                        | 694                                    | 99,71%                                 |
| Neznano                                | Neznano                                |                                        | 0                                      | 0,0%                                   |